# Marie Durvis
Marie Charlotte Thérèse Durvis, de son nom d'épouse Marie Waldeck-Rousseau, née à Paris le 15 juin 1854 où elle est morte le 21 décembre 1936, est une sculptrice française.

## Biographie
Marie Durvis est née le 15 juin 1854 à Paris de Edmé Victor Durvis et Augustine-Victoire Laurent. Après le décès de son père en 1861, sa mère se remarie avec Jean Martin Charcot en 1864. Marie devient ainsi la demi-sœur de Jeanne Charcot (épouse d'Alfred Edwards) et de Jean-Baptiste Charcot.
Elle est sociétaire du Salon des artistes français où elle obtient une mention honorable en 1882,.
Elle épouse en 1878 Henri Liouville (1837-1887) dont elle aura Jacques Liouville né en 1879, puis en 1888 Pierre Waldeck-Rousseau.
Pierre Waldeck-Rousseau meurt en 1904 et Marie Durvis en 1936. Ils reposent tous deux au cimetière de Montmartre.

## Collections
- Un buste de Marie Waldeck-Rousseau se trouve au Petit Palais, Musée des Beaux Arts de la ville de Paris[6]